# 船井電機
船井電機株式会社（ふないでんき、英: FUNAI ELECTRIC CO., LTD.、通称：FUNAI、フナイ）は、かつてテレビやビデオなど主にAV機器を中心に製造・販売を行っていた電機メーカー。社是は「より良い製品を より厚い信用を より実りある共存共栄を」、コーポレートステートメントは“DIGITAL VISUAL ENTERTAINMENT”。
自社製品をOEM供給先メーカーの様々なブランドで販売する方式で成功した。特に1990年代以降、中国の工場で安価に大量生産した様々な家電製品を、北米市場を中心として、スーパーマーケットやディスカウントストアなどで激安価格で大量に販売することで、2000年代初めには世界最大のビデオ機メーカーにして、北米最大のテレビメーカーとなったが、北米の低価格帯テレビ市場への依存から脱却できず、2010年代以降は中国・台湾メーカーとの価格競争で経営が悪化。2017年に創業者が死去した後、「従業員すらよくわからない人物」が役員に就任して資金が流出、結果として2024年に破産するに至った。
大阪市にある経営コンサルティング会社「船井総合研究所」とは無関係。

## 概要
製造ラインを短期的に組み直しすることで、多様な家電製品を安価で大量生産することに優れていた。そのコスト競争力の泉源は、製造ラインに負荷をかけ、課題をあぶりだすことで生産効率を高める「F.P.S.（フナイ・プロダクション・システム）」と言うシステムであった。これはトヨタ生産方式を徹底的に研究することで生み出したもので、日本国内工場で成功した方式を、1990年代に中国で稼働した工場にもそのまま導入して成功した。
製品は、自社ブランドによる販売よりも、主に日本国外への輸出、および他メーカーへのOEM供給を行っていた。1990年代以降は、テレビ・ビデオ機事業を主力としており、倒産した2024年時点で、日本市場では三菱ブランドの液晶テレビやREGZAブランド（東芝→TVS REGZA）のBD/HDDデジタルビデオレコーダーなどを製造していた。北米市場ではMagnavox、Philips、Emerson、Kodak、Sanyoブランドのテレビやレコーダーなどを製造していた。廉価機種にだけフナイのOEMを採用しているメーカーや、ハードウェアだけフナイのOEMを採用してソフトウェア部分は自社開発しているメーカーも存在した。
2019年当時の日本国内におけるテレビの販売台数は約70万台で、市場シェア約1割を占めていた。アジア・欧州市場や新興国市場にも販路を広げていたが、北米市場の比率が77％（2016年）と極めて高く、このうち6割はテレビであった。
1987年に自社の「FUNAI」ブランドで日本国内の家電市場に参入。1980年代から1990年代にかけては日本国内のスーパーマーケットやディスカウントストアで売られている激安テレビについて、韓国の金星社（ゴールドスター、現・LGエレクトロニクス）や三星電子（サムスン電子）などと覇権を争い、知名度を上げたが、ほどなく自社ブランドから撤退（そのため、「安物」のイメージが強い世代もいる）。
2000年代以降、ブランド力を高める方針を取った韓国メーカー2社とは対照的に、同社はOEMなどの黒子に徹する方針を取ったため、自社ブランドの知名度は下がったが、業績は拡大した。特に、世界最大のスーパーマーケットであるウォルマートを中心とした販路を取ったことで、1990年代後半から2000年代前半にかけてはビデオ機（VCR機、ビデオカセットレコーダー）で北米シェアの5割超、テレビデオ（ビデオ機内蔵型テレビ受像機）で北米シェアの6割超を握る、北米最大のテレビ・ビデオ機メーカーとなった。
2019年時点でも、北米における液晶テレビのシェア（FUNAI・Philips・Magnavoxの合計）は日本企業の中では最も高く、TCL（26%）・Samsung（21%）・VIZIO（13%）・LG（12%）に次ぐ5位（8%）であった。 2007年から2016年にかけてはメジャーリーグのボストン・レッドソックス（当時松坂大輔、岡島秀樹、上原浩治、田沢純一が在籍）とパートナー契約を結び、また2018年から2023年にかけてロサンゼルス・エンゼルス（当時大谷翔平が在籍）とパートナー契約を結んで球場に「FUNAI」の広告を出していた。
北米の低価格帯テレビ市場への依存から脱却できず、2010年代以降、北米の低価格帯テレビ市場で中国・台湾メーカーとの価格競争が激化して経営が悪化。2017年、ヤマダ電機（現ヤマダホールディングス）との協業により国内市場回帰として路線転換を図り、「FUNAI」ブランドで日本市場に再参入。4Kテレビと4Kブルーレイレコーダーに注力したが、経営は好転せず、2021年に秀和システムグループの傘下となった。
2023年3月、持株会社制に移行し、船井電機・ホールディングスの傘下となった。その後、船井電機HDが脱毛サロン「ミュゼ」を展開するミュゼプラチナム（現MPH）を買収し、美容家電を新たな経営の柱に据えるかに見えたが、1年弱で売却した。船井電機HDの代表者変更や役員の入れ替わりなどが相次ぐ経営混乱の中、信用不安が広がり、2024年10月にミュゼのネット広告代金の未払いに関して船井電機HDが連帯保証を行っていたとの報道がきっかけとなって、2024年10月24日に破産手続開始の決定が出された。負債総額は約461億円であった。また、関連会社への多額の貸付のほか、買収したミュゼプラチナムへの資金支援によって2021年以降だけで300億円以上の資金流出が起きていたことも明らかになり、船井電機グループの「乗っ取り」を行った素性の知れない役員による更なる資金流出を防ぐために創業家が行った破産申し立てが受理され、この規模の企業としては異例の最期となった。

## 歴史

### 黎明期
船井哲良（ふない てつろう、1927年1月24日 - 2017年7月4日）が、1951年に個人経営のミシンの卸問屋「船井ミシン」を創業。当初はミシンの卸を行い、ほどなくミシンの自社生産・海外輸出を行うようになる。1959年に船井軽機工業株式会社を設立し、トランジスタラジオの製造に乗り出す。1961年に船井軽機工業のトランジスタラジオ製造部門を分離し、船井電機を設立。これが船井電機の創業である。会社設立当初から専ら日本国外への輸出、および他メーカーへのOEM供給を行っていた。

### 事業の多角化
1980年代にはこれまで主力だったトランジスタラジオに代わる中核事業として、ブラウン管テレビや生活家電の分野に進出。1980年代の急激な円高に伴い、日本国内市場への自社ブランドでの参入を決定。
1970年代後半から1980年代前半にかけてのビデオ戦争においては、1980年にテクニカラーとの共同開発によりフナイの独自規格であるコンパクトビデオカセット（CVC）規格を提唱。後の8ミリビデオ規格に近い形のコンパク卜型ビデオカセットで、ビデオカメラと組み合わせてポータブルビデオデッキとしても利用できるため、キヤノンのポータブルビデオシステム「VC-100」用ポータブルデッキ「VR-100」としてもOEM供給された。しかし、CVC規格はVHS規格やベータ規格には歯が立たず、デッキ一体型のカムコーダが上市される時代を待たずに数年で展開を終了した。このCVCは、史上初めてチョモランマがカメラで撮影された番組でも使われ、1980年、日本テレビ取材班がこれを携えてチョモランマに登頂。登山家の加藤保男は登頂に成功したが、カメラマンの中村進は20キロ超の機材を抱え、山頂まであと98メートルの地点でギブアップ。九死に一生を得て、CVCのカセットを持って生きて日本に帰って来た。1981年7月、この時のVTRをもとに『生と死に賭けた36時間！これがチョモランマだ』が放送された。CVC規格は家庭用としては早期に撤退したものの、業務用としてはしばらく残り、日本テレビはベータカムの登場以前に、CVC規格をベースにしたカムコーダを自力で開発したらしい。

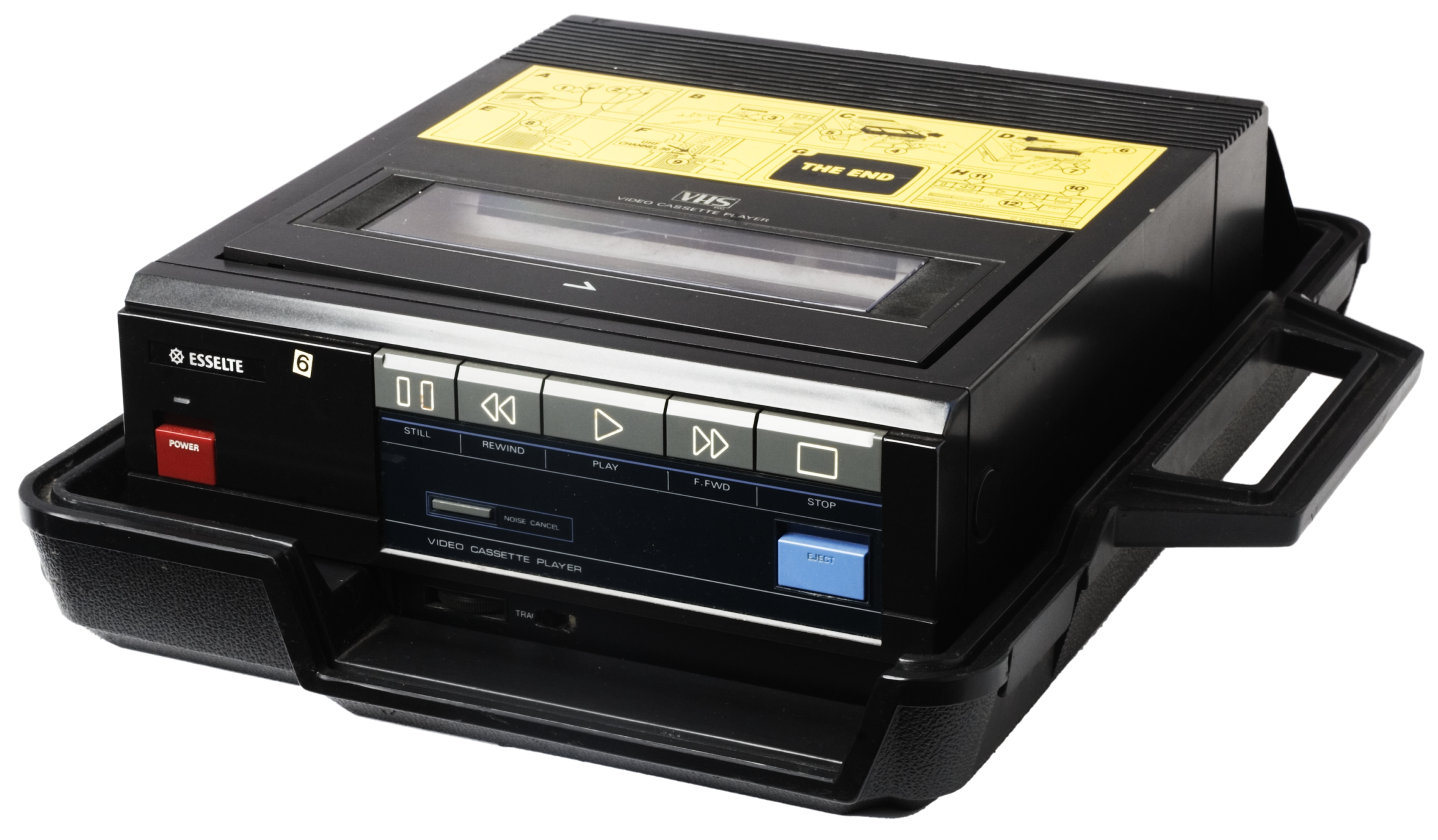
フナイがEsselteブランドで製造して北欧で普及した、業務向け再生専用VHSビデオデッキ Esselte Moviebox（スウェーデン国立科学技術博物館所蔵）。「レンタルビデオデッキ」用の業務製品、後年はダビング用に利用された。

1980年に欧州へ進出してドイツに拠点を置いた。1983年に日本ビクターよりVHSのライセンスを取得し、1984年に岡山船井電機（岡山県津山市）にて輸出用のVHSビデオデッキの生産を開始し、同年には海外市場で世界初の「再生専用」VHSビデオデッキにしてフナイ初のビデオデッキ「VP-1000」を発売した。レンタルビデオの普及につれて販売量は増大し、1985年に録画再生機能付きVHSビデオデッキを発売する。
1982年に国内販売会社としてシンフォニックエンタープライズを設立する。1983年に東京フナイへ改編し（後のフナイ販売）、東京の家電量販店数十社と取引した。このうちの1社が草創期のヤマダ電機である。
1982年、ゲーム制作会社の大東音響を設立し、ゲーム業界に参入。同年、サニーレジャーシステムを設立し、レジャー施設の松戸サニーランド（千葉県松戸市）を買収。同年、船井興産を設立し、松戸サニーランドの運営を行った。ゲーム業界からは早期に撤退したため、松戸サニーランドはゲーム会社としてのフナイの唯一の直営店となったが、ゲームセンターだけでなくスケートやゴーカートなどの流行の施設を併設して人気を博した（流行が過ぎた後はボウリングやビリヤードなどに施設を変更して生き残ったが、2006年9月に閉鎖）。1983年、LDゲームの『インター・ステラ』発売。フナイはハードの製作を担当し、ソフトの製作は学研が担当した。1984年には『インター・ステラ』の続編『インター・ステラ ザンガス』や『ヤンキー・ブー』などが発表されているが、本当に製作されたのか、ロケテストまでは行われたのか、実際に販売されたのか、不明である。なお、フナイのゲーム部門であった大東音響は1985年よりパチスロメーカーとなった。
1985年にレンタルビデオ店向けのビデオソフト販売会社として「エイチ・アール・エス・フナイ（HRS FUNAI）」を設立。海外映画作品（主に独立系のB級、シアタースルー作品）やエンターテインメント作品のビデオソフトの版権取得・販売を行っていた。買い付けを担当していたのは後に映画監督となる鶴田法男で、マニアックな作品を買い付けてレンタルビデオ店に卸していた。「HRS」とはビデオ事業を始めるにあたってフナイが提携した「ハル・ローチ・スタジオ」の略だが、なぜハル・ローチのスタジオと提携したのかは当時新入社員の鶴田法男にも解らず、当時の鶴田は「ホーム・レンタル・サービス」の略だと説明していたとのこと。VHSビデオソフトは『吉本新喜劇 ギャグ100連発』シリーズなどがヒットしている。アダルトビデオも供給し、ポルノ大手のヴィヴィッド・エンターテインメントと提携して「洋ピン」も供給した。レンタルビデオ店向けの業務用の再生専用VHSビデオデッキ（レンタルビデオデッキ）を「ビデオ小僧（びでおこぞう）」のブランドで供給した。レンタルビデオの黎明期である1980年代中ごろに、自宅にビデオデッキが無い人がビデオと一緒にレンタルする用途で供給されたが、家庭にビデオデッキが普及した1980年代後半以降は、自宅のビデオデッキと接続してレンタルビデオのダビングに利用された。
1987年に世界初のホームベーカリー『らくらくパンだ』と、再生専用ながら44,800円という超低価格のVHSビデオデッキ「ビデオメイト」（VP-9500A）の製造・販売を開始し、「FUNAI」のブランド名で日本市場に本格参入。ホームベーカリーでは松下電器産業（当時は「ナショナル」ブランド）とともにこの分野での草分けとなり、ブームを引き起こし、消費者の認知度を高めた。「らくらくパンだ」はテレビショッピングを販路に選んだところ、1回の放送ごとに数千台の注文が入り、3か月で20万台売れたという。しかしホームベーカリーは一時期のブームに終わった。日本国内進出にあたって、家電量販店の販路が弱いのが当社の課題であった。
1989年に発売したレーザーディスクプレーヤは、「FUNAI」ブランドとしては初めて国内大手量販店の全店舗に展開された製品となった。また、1992年よりFUNAIブランドのテレビデオを「画2マン（ガッツマン）」の愛称で販売した。しかし日本国内ではブランド力が弱く、販売網も整備されなかった。そのため、1990年代においては基本的にスーパーの系列の店舗の家電売場やディスカウントストアで主に販売され、プライベートブランドの委託製造元としても知られていた。ジャスコ（現・イオン）系列店の家電売場ではジャスコのプライベートブランドである「SUEDE」ブランドや「ATHLETE」（アスリート）ブランドで小型液晶テレビ、ブラウン管テレビ、テレビデオを製造していた。ダイエー向けには「COLTINA」（コルティナ）ブランドのテレビを製造していた。また、ミスターマックスなどで販売されていた「FUNPAL」というブランドも存在した。

### 激安で収益を拡大
1991年にアメリカに進出し、テレビの販売を開始。この頃まで、フナイのVHSデッキの内部機構はシントムが製造していたが、独自の機構を開発。1992年にシントムとの契約を解除し、新たに中国・東莞市に工場を設立した。最大のOEM先であったフナイに契約を切られたシントムはこの後急激に経営が悪化し、2004年に倒産した。一方、東莞工場に続いて、常平工場、中山工場、嘉祥工場、黄江工場と、中国国内で続々と稼働する工場で生産されたフナイのVHSデッキは激安価格で販売され、アメリカで非常に売れ、同時にフナイの利益を劇的に押し上げた。

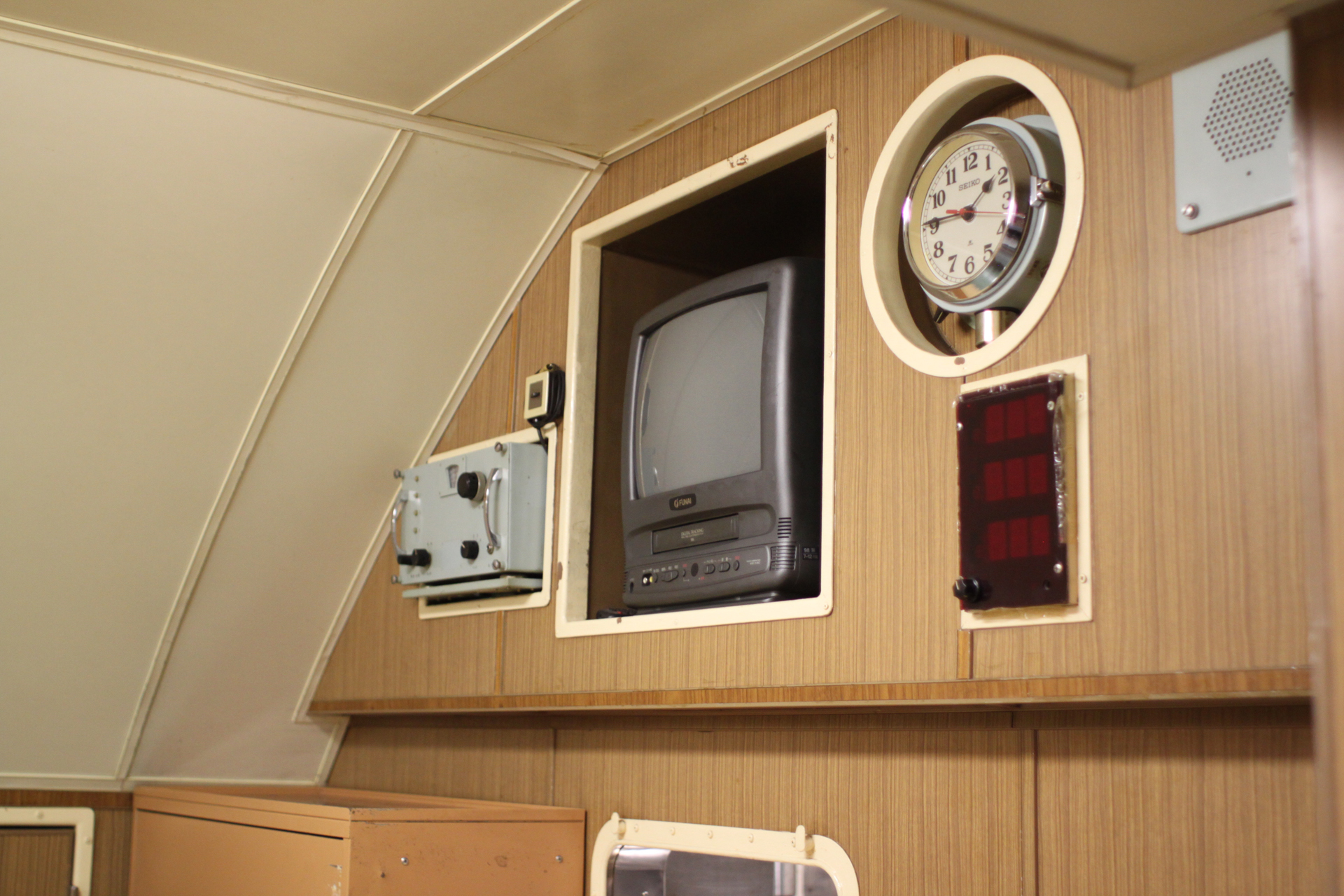
海上自衛隊の潜水艦あきしお内に設置されたフナイのテレビデオ（海上自衛隊呉史料館 所蔵）。1990年代に激安テレビの覇権を制したフナイのテレビデオは、ビジネスホテル、食堂、学生向け賃貸マンション、船舶、スーパーの食品コーナーで販促ビデオを流すなどの「画質はとにかく映ればよい」、「ビデオさえ映ればよい」という場所によく設置されていた。特に潜水艦ではテレビの電波が入らないので、日本国の国防を担ったゆうしお型潜水艦に設置されていたのはフナイのテレビデオであった

1990年代には船井社長の指揮でテレビの価格戦争を仕掛け、この頃より日本に進出しスーパーやディスカウントストアなどで「激安テレビ」として販売した金星社（GoldStar、現・LGエレクトロニクス）や三星（SAMSUNG）などの韓国メーカーと競合した。
1997年にフナイがアメリカでMagnavoxおよびPhilipsブランドで発売したVHSデッキは、アメリカ史上初めて100ドルを切る激安価格で販売され、爆発的に売れた。1997年にLexmarkブランドで発売したプリンターも99ドルを切る激安価格で販売され、こちらも爆発的に売れ、レックスマークは北米プリンタ市場で2割強の市場シェアを得てHPに次ぐ2位となった。ウォルマートでは、普段の価格は100ドルを少し超える価格帯だったが、11月の感謝祭セール（ブラックフライデー）の「アーリーバードセール」の目玉として99ドルで販売され、その100ドルを切るインパクトから100万台単位で売れたという。
「レックスマーク」ブランドのプリンタは、日本市場ではジャパネットたかたなどのテレビショッピングが主な販路で、激安価格ではあるものの、家電量販店などの店頭ではほとんど販売されておらず、日本市場を二分するキヤノンとエプソンに比べてブランド力もないことから、シェアはほとんど取れなかった。ジャパネットでは「パソコンのおまけにデジカメとプリンターもお付けします」という形式で販売されていた。量販店に本体がそもそも置いていないため、替えインクの入手は困難だった。
2000年当時、フナイがアメリカの家電量販店ベスト・バイにてSymphonicブランド（フナイの自社ブランド）で販売したビデオ機は、当時から一流ブランドの東芝やパナソニックはもちろんのこと、当時はまだ激安ブランドだった韓サムスンのビデオ機よりもさらに安く、しかも機能はほぼ同等だった。

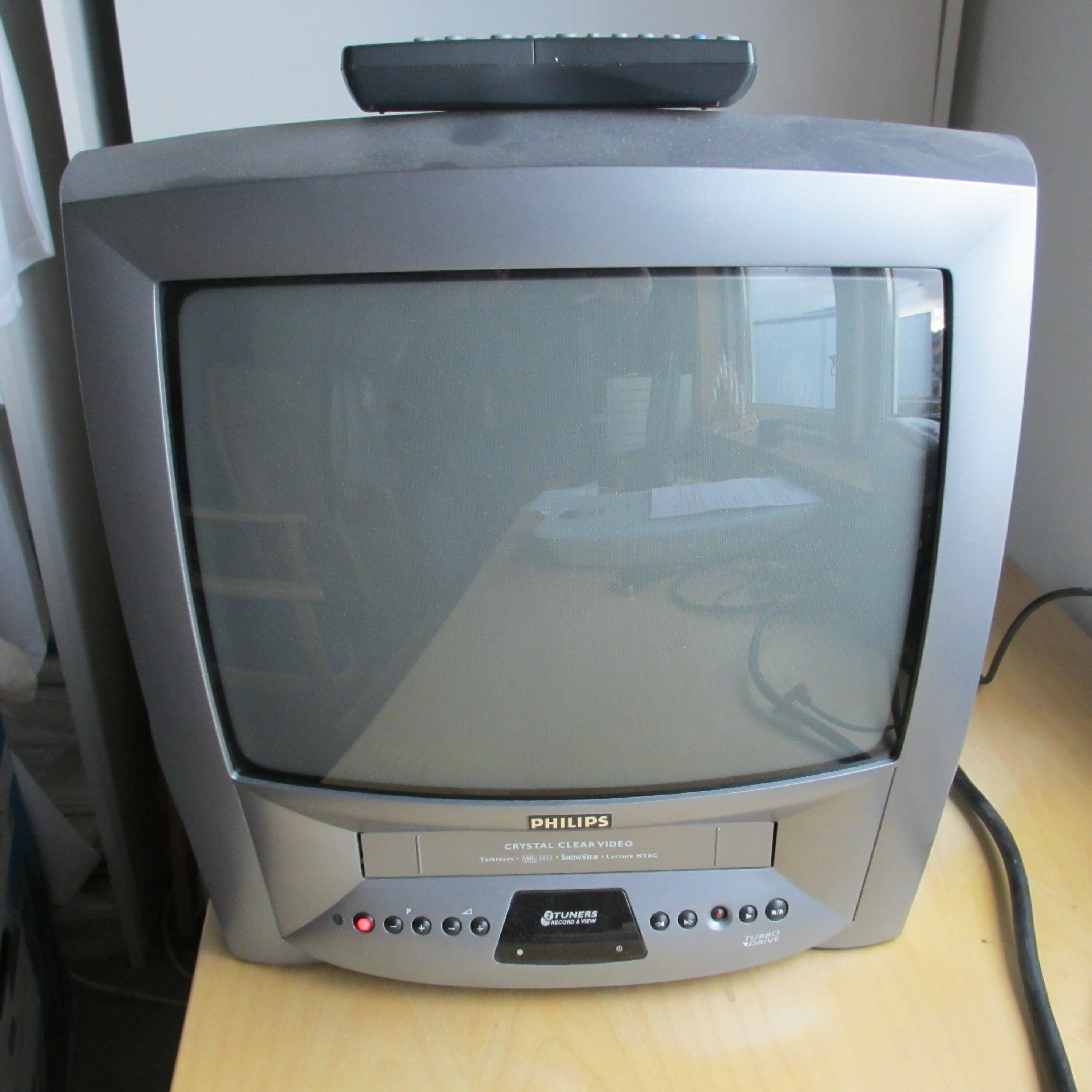
フナイのテレビデオは北米ではPhilipsブランドで販売され、1990年代末から2000年代にかけてウォルマートのセールで爆発的に売れた

北米最大のスーパーマーケットであるウォルマートに対しては、元々OEM供給先のフィリップスを介して「Magnavox」ブランドのテレビを供給していたが、1999年よりウォルマートとの直接取引を開始し、業績は急拡大。1999年には大証二部上場、2000年には大証・東証一部上場を果たす。フナイは世界最大のビデオ機メーカーとなり、船井哲良は日本人として初めて米国版長者番付であるフォーブスの「Billionaires」に2000年から2007年まで名前が載った。
1990年代後半から2000年代前半にかけては、北米では特にテレビデオの販売で大成功し、60％を超える市場シェアを獲得していた。2001年にフナイがSylvaniaブランドで発売したDVDプレーヤーは、アメリカ史上初めて100ドルを切る激安価格で販売され、こちらもウォルマートのブラックフライデーのセールで爆発的に売れた。Emersonブランドのビデオデッキも爆発的に売れ、ウォルマートは2001年の同時多発テロ（9.11）の社会不安の中、大手小売店の中で唯一売り上げを伸ばした企業となった。2002年には液晶テレビを発売し、北米でトップシェアを取るに至る。
1999年に三菱電機との共同出資により香港DIGITEC社（嘉宝電機有限公司）を設立。開発・設計にあたるディジタル・エイテック社を三菱電機京都製作所内に設置し、フナイはDVDプレーヤーの生産を請負った。DVDプレーヤーは価格の下落が激しかったが、販売数量を大幅に増やすことで利益を確保し、三菱とフナイの双方にDVDプレーヤーを供給するDIGITEC社は2004年に1,460万台のDVDプレーヤーを生産する、世界最大のDVDプレーヤー製造会社となった。DIGITEC社は、実際に生産にあたるのはフナイの中国工場だが、建前としては三菱の子会社と言うことになるので、三菱の参加するDVDコンソーシアム (DVD6C) に仏トムソンを加えた10社の特許（パテントプール）を無償で使えることから、フナイの利益は大きかった。DVDプレーヤーの価格は2004年から2005年にかけて異常に下落し、日系メーカーは各社とも赤字に苦しんだが、フナイと三菱はこの状況でも利益を上げた。そのため、当時の大手日系電機メーカーは各社ともDIGITEC方式を見習って、コスト競争力に優れた韓国・台湾メーカーと組むことになるが、これらの韓台メーカーのコスト競争力に対抗できる日本メーカーは、当時三菱と提携したフナイの他は、パイオニアと提携したオリオン電機くらいであった。東芝はサムスンと提携してDVDプレーヤーを生産したが（東芝サムスンストレージ・テクノロジー）、ウォルマートで1週間で400万台のDVDプレーヤを売り切ったフナイのコスト競争力にはサムスンも勝てず、東芝のプレーヤー・レコーダーは2009年よりフナイのOEMに切り替えた。
2001年にはアンテナメーカーであるDXアンテナを子会社化し、この強力な販売網で日本国内市場での製品販売を行うこととし、新たに国内専用ブランド「DX BROADTEC」（ディーエックスブロードテック）を立ち上げた。DX BROADTECブランドの使用により、一時的に日本からFUNAIブランドは消えた。
2005年1月には仏トムソン・グループと提携してデジタル放送受信に関する基本特許を取得し、デジタルテレビに進出。
2004年よりDIGITECを通して三菱ブランドのDVDレコーダー（「楽レコ」）の生産を開始。同年にはKodakブランドのデジタルスチルカメラの生産を開始。特にDVDレコーダーの爆発的普及期に三菱と言う大口のOEM契約を取れたことは大きく、これらの成功により、2005年3月期には売上高が3535億円となり、売り上げとしてはこの時期が絶頂期である。しかし、2008年のリーマン・ショック以降、赤字が定着する。時代はVHSカセットテープからDVDへ、ブラウン管から液晶テレビへと移り変わり、これまで当社が主力として北米で圧倒的なシェアを持っていたVHS方式のビデオ機（VTR、ビデオテープレコーダー）やテレビデオの市場が急速に消滅した上、フナイが新たに主力としたDVDレコーダーは価格が急速に下落。2003年時点の船井社長が「サムスンやLGと競争しても負けない」「中国から強い競争相手が現れても、主力製品に関しては負けない」と語っていたVHSビデオとDVDの市場が急変し、さらに激安テレビ市場では中国メーカーとの競争が激化した。
2008年より、フナイはBDレコーダーの製造を開始。2008年当時、次世代DVDとしてHD DVD規格とBD（ブルーレイ）規格が拮抗していたが、フナイがBDレコーダーを発売すると同時に、フナイと密接な関係を持つウォルマートはHD DVD製品の取り扱いをやめた。当時のHD DVD陣営は、陣営の盟主である東芝（映像機器事業部。現：TVS REGZA）がウォルマートで赤字覚悟で販売することで台数を稼いでいたため、ウォルマートにおけるHD DVDの取り扱い終了をもってBD陣営の勝利が確定、5年にわたる次世代DVD戦争は終結した。フナイは三菱「REAL」などのBD陣営に加え、HD DVDの終息により2009年にBDに参入した東芝の「ブルーレイVARDIA」「REGZA」など多くのメーカーへBD製品をOEM供給し、日本市場で2011年の地デジ移行に合わせて非常に売れた。
船井哲良は「東京フナイ」時代に取引したヤマダ電機の山田昇社長と親交があり、2006年にヤマダ電機と業務提携する。7月5日にヤマダ電機での独占販売として液晶テレビを発表し、一時的にFUNAIブランドで日本市場へ再参入したが、のちに終了して日本国内はDXアンテナ名義や他社のOEMに徹する。

### 苦境

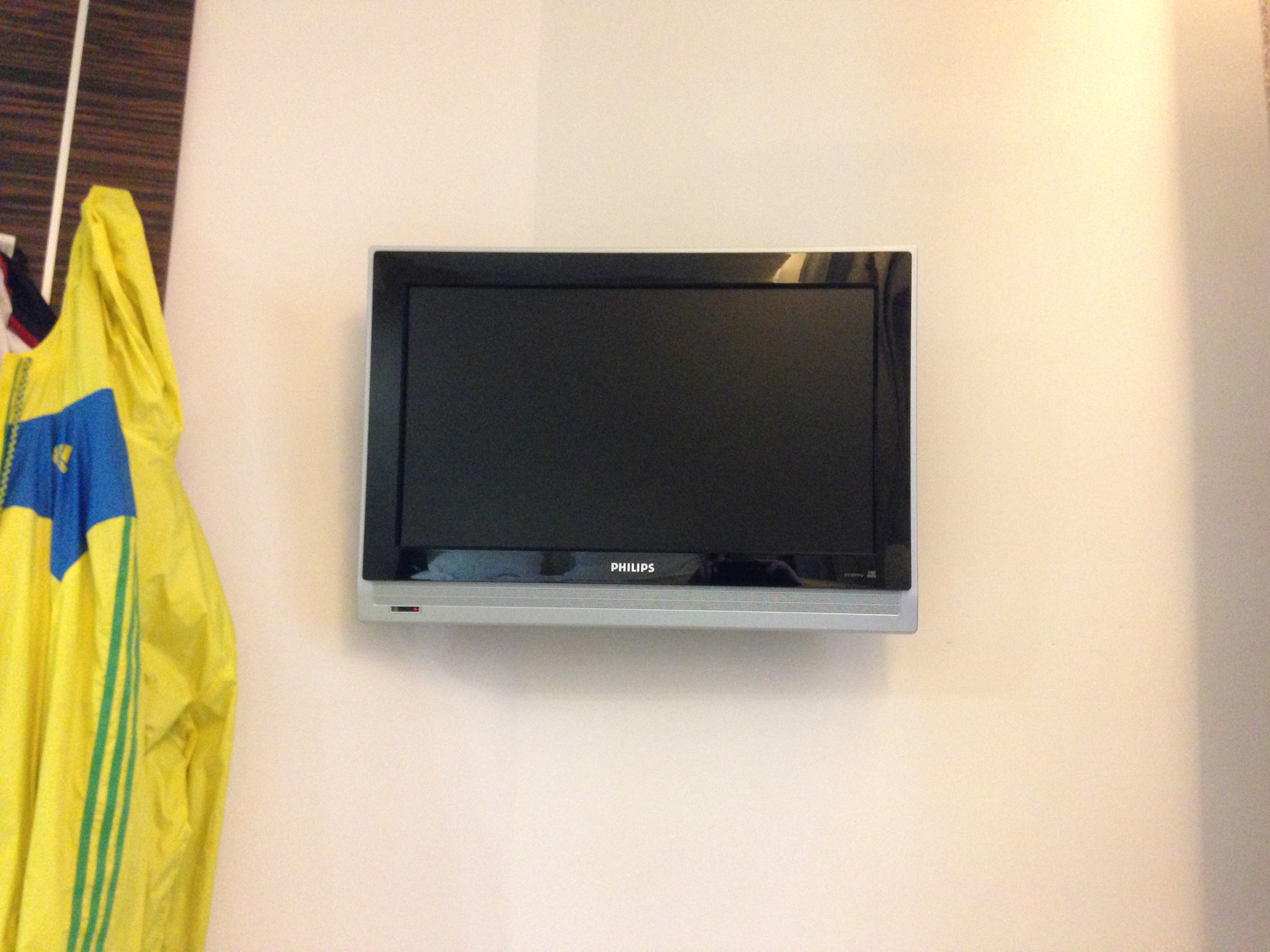
Philipsブランドの液晶テレビ。2000年代前半に北米最大の液晶テレビ会社となるも、自社ブランドは弱く、2000年代後半以降は市場シェアが下がり続け、さらにOEM先との関係がこじれた

2008年には北米の主要なOEM供給先であったフィリップスとブランドライセンス契約を結び、北米におけるPhilips・Magnavoxブランドによる液晶テレビの流通・販売を当社が担当するようになった。Philipsブランドのおかげもあり、2000年代後半に日本メーカーがテレビ事業から次々と撤退する状況でも、北米市場ではSamsung・LG・VIZIOに次ぐ4位と、「北米No.1日系メーカー」の座を死守し、安定した収益を確保した。しかし販売価格の下落と市場シェアの低下、中国メーカーとの販売競争の激化が続くテレビに代わる経営の柱が課題であった。
そのため、2013年にはフィリップスのオーディオ事業の買収契約も締結した。さらに、フィリップスのそれ以外の家電事業全体を当社が買収するという契約を結ぶ段取りとなったが、2014年にフィリップスは契約違反があったとして、当社を国際仲裁裁判所に提訴した。2016年にフィリップスと和解、Philipsブランドの利用契約を更新することができたが、フィリップスの家電事業買収は破談となった上、同社に対し175億円の違約金を支払うことになった。船井電機は特別損失を計上するなどして2年続けて赤字となり、3年間に社長が3度変わるなど、経営の混乱があった。また北米市場のシェアが低下するなど、経営の立て直しが急務となった。

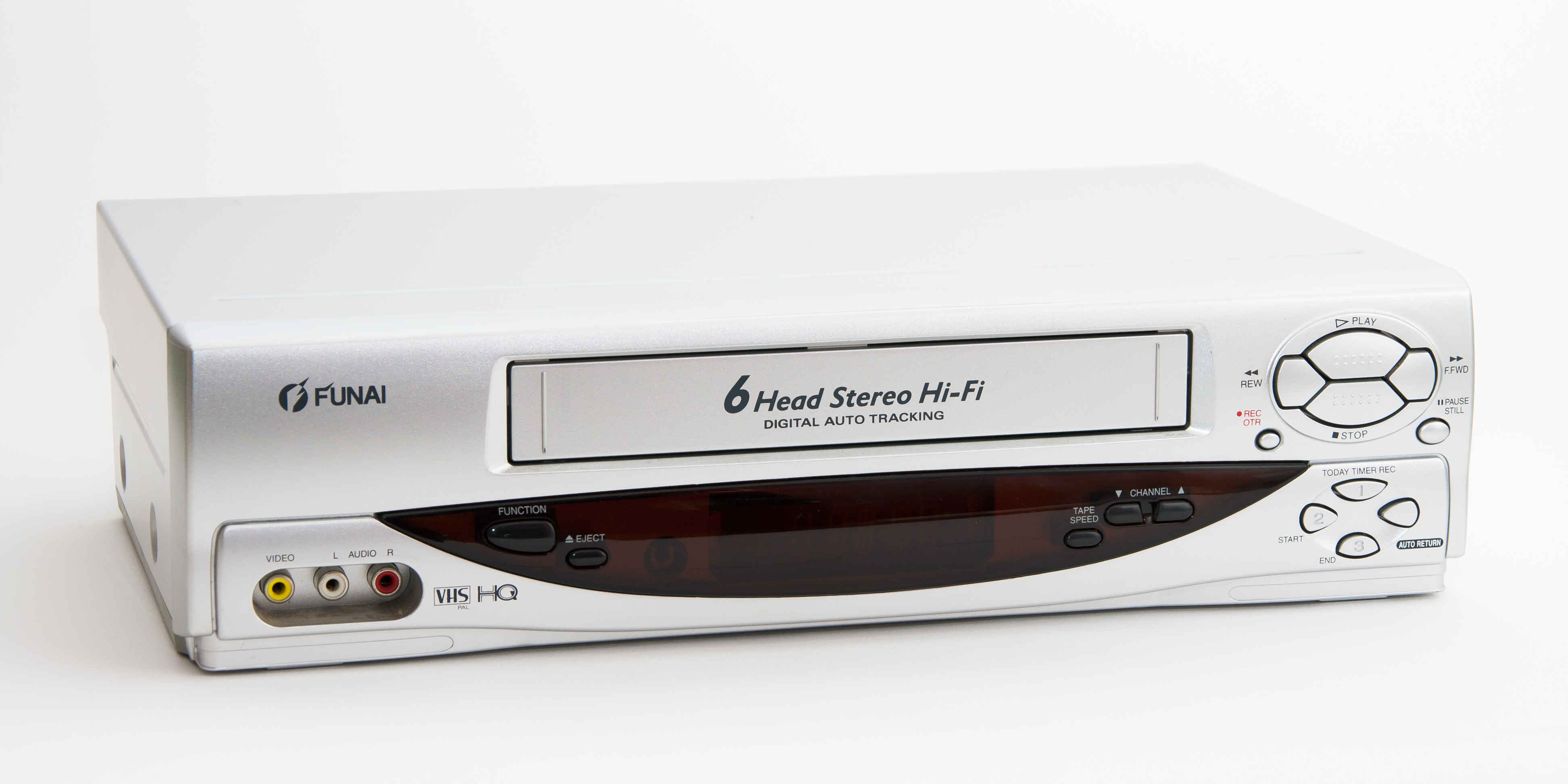
船井電機を「世界のFUNAI」に押し上げたVHSビデオデッキ。2016年時点で世界最後のVHSビデオデッキのメーカーとなったが、2016年7月をもって製造を終了し、VHSの時代は幕を閉じた。

2016年時点でVHSビデオデッキを製造・販売する世界最後のメーカーであった。最後の製品はVHS一体型DVDレコーダーで、主に「VHSテープに残る映像をDVDにダビングする」と言う用途で使われた。「DXアンテナ」ブランドで販売された日本国内向けの最後の製品「DXR170V」は2015年11月に生産終了し、北米向けの製品も2016年7月をもって生産を終了した。当然ながら市場を独占しており、需要もあったのでフナイとしては製造を続けたかったが、メーカーが当社のみなので部品の生産が継続できず、最後にまとめて部品を製造してもらい、本体も製造終了となった。2015年の製造台数は75万台。
フナイが長年、米プリンター大手であるレックスマークにOEM供給を行っていたインクジェットプリンターは最盛期である2002年には世界2位、世界シェア19%を占め、2000年代にはテレビ・ビデオ機と並ぶ中核事業だったが、2012年時点ではインクジェットプリンター市場はHP・キヤノン・エプソンが市場の9割を握る寡占市場となっており、4位のブラザー工業、5位のサムスンにすら抜かれてほとんどシェアを無くしたレックスマークは経営に窮して売却の意向を示す。そのため、フナイはレックスマークのインクジェットプリンター部門を2013年に約95億円で買収し、その技術をベースとした産業用プリンターエンジンおよび産業用プリンターインクを開発し、各産業用プリンターメーカーにOEM供給を行った。また自社ブランド製品として、ネイルアートプリンター「CureNel（キュアネル）」を開発し、2019年よりヤマダ電機にて販売され、売れ行きは好調とのことだった。キュアネルは2022年よりスポーツジムのチョコザップにも納入された。

### 破産
2017年7月4日、創業者の船井哲良が90歳で死去。船井は2008年に会長となり、2016年には「代表権のない相談役」となって名目上は経営の第一線を退いていたが、2016年にヤマダ電機との提携を取りまとめ、同年10月の基本合意書調印式ではヤマダ電機の山田昇会長と握手を交わすなど、90歳を超えても最期まで当社の実権を握り続けていた。船井は2017年5月に開催された記者会見でも登壇予定だったが、体調不良により欠席した。しかし、代読された手紙では、日本のテレビ市場で「2020年に20%のシェアをとる」との意気込みを語っていた。「FUNAI」ブランドの復活は船井相談役の夢であった。
船井と山田の合意に基づき、2017年6月より、「FUNAI」ブランドのテレビをヤマダ電機店頭にて販売開始。船井は死去したものの、2018年7月、合意会見における予告通りに、フナイ初となる有機ELテレビをヤマダ電機で発売。また、有機ELテレビとしては世界初となるハードディスク内蔵型の4Kテレビをヤマダ電機で発売。
2010年代に入ると、北米でウォルマートのブラックフライデーなどの大型商戦で激安価格で販売されるテレビ市場において、アムトラン（JVCブランド）、TCL（RCAブランド）、ハイセンス（Sharpブランド）、コンパル（Toshibaブランド）などの中国・台湾メーカーとの競争が激化し、フナイの激安テレビをもってしても利益を上げられなくなっていった。2010年代末頃にはヤマダ電機との協業が会社の利益を支えていたが、2010年から2020年までの10年間で黒字だった年度は、2回にとどまる。2020年度は新型コロナウイルス禍の「巣ごもり需要」で売り上げが上がり、2020年4～6月期に久しぶりの黒字となったが、それでも通期では約1億円の赤字で、黒字化は果たせなかった。
死去した哲良の株式を2017年に相続した長男の船井哲雄（医師、旭川十条病院院長）は、船井電機の経営再建の為に信頼できるファンドを探していたが、船井電機顧問の板東浩二（元NTTぷらら社長）の仲介により、秀和システムグループ代表の上田智一に経営を託することにした。板東と上田は中長期的な視点で経営改善に取り組むため、船井電機を非上場化することで哲雄と合意。2021年5月14日、秀和システムの完全子会社である秀和システムホールディングスが、株式公開買付けにより47.05%の株式を取得。船井電機株式は同年8月26日に上場廃止となり、同年8月30日に実施された株式併合により、株主が秀和システムホールディングスと船井哲雄のみとなった。
2023年3月、持株会社制に移行し、「船井電機・ホールディングス株式会社」に社名変更。船井電機HDの傘下として「船井電機」が設立され、不動産を除く旧船井電機のすべての事業が継承された。2023年4月、船井電機・ホールディングスは脱毛サロン「ミュゼ」を展開するミュゼプラチナム（現：MPH）を買収。テレビ事業の成長余地は限られていることから、美容事業を新たな柱とする考えであったが、1年弱で売却。同社の広告会社への未払いにより船井電機の株式の大半差し押さえられるなどの経営上の混乱が生じた。
2024年夏に東京商工リサーチが作成した船井電機の信用調査報告書における評点は100点満点中44点で、家電業界で平均とされる50点を下回っていた。船井電機の信用調査報告書には、「創業家との事案も懸念事項」「船井電機・ホールディングスが保有する不動産に創業家が110億円の根抵当権設定仮登記」「取引金融機関の見直しが行われた可能性」などと記載されていた。同年9月頃から船井電機の資金繰りに関する噂や風評が流れるようになっていた。東京商工リサーチのTSRデータベースには「少なくとも直近2カ月の支払いについて、取引先に延期要請をしている」「最近になって支払い猶予を要請する書面を関係先に送付している」などの情報が登録されていた。同年10月23日には「船井電機への電話がつながりにくくなっている」との情報が東京商工リサーチにもたらされ、東京商工リサーチは東京本社へ向かったが、応対した社員は1人だけであったという。東京商工リサーチは翌10月24日も大阪本社と東京本社の前で動向を調査していたと同時に、倒産や事業再生を手掛ける実務家の弁護士の直近の担当案件などを洗い出すことになり、最終的に担当する弁護士事務所を割り出した。
2024年9月27日、社長の上田智一が退任。経営権は債務保証の引継ぎの約80億円と1円の約80億円で売却された。上田智一に代わって元環境大臣である原田義昭が代表取締役会長に就任し、蓄電池事業等の新規事業で経営の立て直しを図ろうとしたが、その登記を旧経営陣らに妨害されている間の2024年10月24日、取締役を解任されていた船井秀彦が権限がないだけでなく、原田や新経営陣に相談もなく単独で準自己破産の申し立てを行った。
2024年10月24日、取締役の船井秀彦が東京地方裁判所に準自己破産の申し立てを行い、同日、破産手続開始決定を受けた。負債総額は469億6482万円（2024年3月期）。これを受け、2,000人の従業員全員が解雇されることになった。
なお、船井電機の100％子会社であった株式会社グラフィック（本社：群馬県太田市）は、同社を含む他の船井電機グループ各社との事業上の取引関係、および資本面での資金提供関係などはなかったため、船井電機の破産の影響を直接的に受けることはないと発表した。

### 破産後
破産後、前社長の上田智一が代表取締役に就任してからわずか3年の間に300億円を超える多額の資金流出に関する疑惑などが盛んに報道された。大阪府は、従業員や取引企業への影響を踏まえて、相談窓口や支援策を案内する特設ホームページを10月28日に開設した。
2024年9月27日に上田智一に代わって代表取締役会長に就任した元環境大臣の原田義昭は「支払い不能ではない。大変だが破産するまでには至っていない。事業再生を申し入れたい」として、破産手続き開始の取消しを求める即時抗告の申立てを行った。また原田は、「船井秀彦は10月15日付で取締役を解任されたため、準自己破産申し立ての要件を欠く」とも主張している。12月26日、東京高等裁判所はこの申立てを却下した。却下理由として、原田が代表取締役に就任したとされる9月27日の臨時株主総会の議事録に架空の事項が複数記載されており、「原田義昭の取締役としての地位に疑義があることを否定できず、即時抗告の申し立てを行える立場にない」ことを挙げている。原田は2025年1月31日、東京高等裁判所の決定を不服として最高裁判所に対して抗告許可を申し立てたが、最高裁判所は2月13日、「民事訴訟法337条2項所定の事項を含むとは認められない」として本件抗告を許可しないことを決定した。
12月2日、原田は「破産するまでには至っていない」などとして、船井電機の民事再生法の適用を東京地裁に申し立てた。さらに、前社長であった上田は、テレビ事業の売却を進め、メドがついたタイミングで取締役を退任したと説明している。
12月6日、船井サービスは船井電機の破産を受けて、「FUNAI」ブランド名義で販売されていたテレビ及びブルーレイディスクレコーダー・プレーヤーに対するスマートフォンとの連携機能やソフトウェアの更新サービスの提供を終了することを発表した。2025年1月31日には、船井サービスで扱っていたお客様ご相談窓口の業務が終了した。「FUNAI」ブランド製品のアフターサービスに関しては、部品の在庫が続く限りは継続される。
一方で、関連会社の破産も続いた。2025年1月7日、船井電機の持株会社にあたるFUNAI GROUP（株）(旧：船井電機・ホールディングス（株）)が破産。
2月3日、船井興産が破産。元々は松戸サニーランドの運営のために設立された船井興産は、2006年に松戸サニーランドが閉鎖された後、船井電機グループの資産管理会社へ業態を変更。船井グループ向けの不動産の賃貸管理や、新潟精密（電機部品メーカー）やプロピア等の企業への出資を行っており、船井哲良は当社の発行済株式の1/3強を保有する筆頭株主であった。
3月14日、東京地裁は「計画が債権者に認められる見込みがない」「民事再生法第25条2号、3号により、再生手続開始条件を満たしていない」などとして原田による民事再生法の適用申請を棄却した。原田は期限である3月28日までに即時抗告の申し立てを行わず、「元従業員を再結集した新会社の立ち上げ」を優先することとしたため、船井電機の破産手続が確定することになった。なお、持株会社のFUNAI GROUPについても、1月8日に秀和システムが申請していた民事再生法の適用について、2月5日付で取り下げられている。
5月31日、船井サービスが行っていた家電製品のアフターサービス事業を中国の家電メーカーであるスカイワース・グループの日本法人の一つであるスカイワースジャパンエレクトロニクスへ従業員を含めて譲渡し、船井サービスは契約関係の承継作業が終了後に会社解散する予定であることが発表された。
7月2日、第1回となる債権者集会が東京地方裁判所中目黒庁舎で行われた。原田も債権者集会の会場に姿を見せたものの債権者集会の出席は認められず、債務者代表が不在のまま債権者集会が行われることになった。破産管財人は、プリンターのインクカートリッジ事業と「FUNAI」の商標をアメリカの企業に譲渡した事、AV事業における譲渡交渉が従業員の流出などにより不調に終わったことが説明された。破産管財人はさらに、約819億円ある債務の弁済について「まだ分からない」こコメントした他、上田に対する損害賠償請求に関しても「事実関係を調査中。法的な責任が問えるのかを見極め、裁判所と相談して決めたい」とコメントした。

## 歴代社長
|      | 氏名     | 在任期間                     |            |
| ---- | -------- | ---------------------------- | ---------- |
| 初代 | 船井哲良 | 1961年4月1日 - 2008年6月     | 創業者     |
| 2代  | 林朝則   | 2008年6月 - 2013年12月       |            |
| 3代  | 上村義一 | 2014年1月 - 2014年10月       |            |
| 4代  | 林朝則   | 2014年10月 - 2016年6月       | 社長に復帰 |
| 5代  | 前田哲宏 | 2016年6月 - 2017年5月        |            |
| 6代  | 船越秀明 | 2017年5月 - 2021年7月        |            |
| 7代  | 板東浩二 | 2021年7月 - 2023年6月        |            |
| 8代  | 上田智一 | 2023年6月 - 2024年9月        |            |
| 9代  | 原田義昭 | 2024年9月27日-2024年10月24日 | 準自己破産 |

## 特記事項
- 2005年にフナイのAVソフト部門（当時の名称は「フナイエンタテインメント」）は株式会社クライム傘下の「クライムエンターテイメント」に移管された。クライムはヤマダ電機の配送・取付の受託業務を行っていた山口県の企業で、クライムエンターテイメントはクライムより業務を受託して西日本地域のヤマダ電機の配送・取付の受託業務を行っていた福岡県の企業（2003年よりヤマダ電機系列）であった。クライムエンターテイメントは傘下に音楽作品レーベル「クライムミュージックエンタテインメント」（2001年設立）を抱えており、全国各地のヤマダ電機の店頭をドサ回りしていたインディーズ時代のももいろクローバー（現・ももいろクローバーZ）など、ヤマダ電機に関係が深いアーティストの作品を取り扱っていた。ももクロのインディーズ・デビューシングル『ももいろパンチ』もここから発売されていた。クライム時代はユニバーサル ミュージックに販売を委託していた。クライムエンターテイメントが2009年4月に株式会社ヤマダエコソリューションに社名変更された後、クライムミュージックエンターエンタテインメントが名称を「株式会社クライムエンタテインメント」に変更してAVソフトの供給を継続していたが、ヤマダエコソリューションは2017年にヤマダ電機グループを離脱し、2019年に倒産した。
- 日立マクセル（現・マクセル）が2002年に提唱したリムーバブルハードディスクの規格「iVDR」を推進するiVDRコンソーシアムのジェネラルメンバーであった。iVDR対応製品を発売したのは日立のみで、最終的に日立の独自規格のようなものとなったが、iVDR対応の日立の液晶テレビ「Wooo」（2018年撤退）はフナイがOEM製造していた。

## 沿革
- 1961年8月 - 大阪市生野区に船井電機株式会社を設立。
- 1964年3月 - 広島県深安郡（現・福山市）に生産会社として中国船井電機株式会社を設立。
- 1976年9月 - 本店を大阪府大東市に移転。
- 1996年
  - 1月 - 船井サービス株式会社を設立。
  - 4月 - レーシングチーム「スーパーアグリ」のメインスポンサーとなり、「FUNAI SUPER AGURI」としてフォーミュラ・ニッポンに参戦（翌1997年まで）。
- 1999年2月 - 大阪証券取引所市場第二部に株式を上場。
- 2000年3月 - 東京証券取引所市場第一部、大阪証券取引所第一部に株式を上場。
- 2001年 - 神戸市兵庫区のDXアンテナ株式会社を子会社化。
- 2002年 - 日本国内ブランド「DX BROADTEC」使用開始。
- 2004年4月 - 株式会社船井電機新応用技術研究所を設立。
- 2005年4月1日 - フナイ販売株式会社がDXアンテナに営業譲渡。日本国内での「FUNAI」ブランドの使用を停止し、「DX BROADTEC」に一本化。
- 2006年6月15日 - インターネット電話事業に参入。FUNAI G-LEXサービス開始。2008年9月30日サービス終了。
- 2007年2月15日 - 大リーグのボストン・レッドソックスと本パートナーシップ契約を締結[58]。
- 2008年6月 - 代表執行役社長に林朝則（前専務執行役）が就任。船井哲良社長は代表権のない会長に就任する。
- 2011年11月18日 - 中国・斯米克集団（CIMICグループ：董事長　李慈雄）の傘下企業である蘇州明曜光電有限公司（以下、CMET）と合弁で、LED照明ランプの製造及び販売会社を設立することで合意、LED照明ランプ市場に参入することを表明。
- 2013年
  - 1月29日 - オランダ・フィリップスからライフスタイル・エンターテイメント事業を取得すると発表[59][60]。
  - 4月 - 以前から委託製造を行ってきたアメリカのレックスマークからインクジェットプリンタ関連製品製造子会社を取得。
  - 10月25日 - フィリップスが船井電機へのライフスタイル・エンターテイメント事業売却の破棄を発表[61][62][63]。
- 2016年7月末 - 部品調達難のため、最後まで生産していたVHSビデオデッキ事業の終息を余儀なくされる。
- 2017年
  - 3月30日 - DXアンテナの保有株式をエレコムに譲渡。同時に「DX BROADTEC」ブランド製品の製造を終了。
  - 5月17日 - ヤマダ電機（現・ヤマダホールディングス）と独占販売契約を結んだ上で、再び「FUNAI」ブランドの国内市場向け製品を同年6月2日から発売すると発表した。
  - 7月4日 - 船井哲良が死去。
- 2018年 - 中国船井電機にて日本向け有機ELテレビの生産を開始[64]。
- 2021年
  - 5月14日 - 秀和システムの完全子会社である秀和システムホールディングスが、株式公開買付けにより議決権所有割合ベースで47.05%の株式を取得[65]。
  - 8月26日 - 東京証券取引所市場第一部（現在のプライム及びスタンダード）上場廃止。
  - 8月30日 - 株式併合により株主が秀和システムホールディングス及び船井哲雄のみとなる。
- 2023年
  - 3月31日 - 船井電機は会社分割により不動産に関する事業を除くすべての事業に関する権利義務を株式会社FE-Techに承継、船井電機は船井電機・ホールディングスに商号変更し持株会社に移行、FE-Techは船井電機に商号変更[66]。
- 2024年
  - 2月29日 - ホームセンター大手のカインズと、カインズオリジナルブランド家電製品等の共同企画開発、製造、販売、アフターサービスを行う包括業務提携契約を締結[67]。
  - 10月24日 - 船井電機の取締役が東京地裁に準自己破産を申し立て[41]、即日破産手続き開始決定を受けた[2]。
  - 10月31日 - 船井電機・ホールディングスがFUNAI GROUPに商号変更[68]。
  - 11月5日 - FUNAI GROUPが本店を東京都千代田区[注釈 2]に移転[68]。
  - 12月6日 - 自社製テレビ及びブルーレイディスクレコーダー・プレーヤーに対するスマートフォンとの連携機能やソフトウェアの更新サービスの提供を終了[46][47]。

## 使用権を持っていたブランド
自社ブランドとしてFUNAIを持ち、かつてのブランドロゴでもある企業ロゴとは異なるロゴがヤマダデンキのプライベートブランド専用ロゴとして用いられていた。ゲーミングモニターに関しては、ヤマダデンキのPCショップであるTSUKUMOに流通している唯一のFUNAI製品でもあった。
日本国外向けには各社とブランドの使用権を得てSANYO（北米）、Magnavox（北米）、Kodak、Philips（北米、南米）などのブランド名で製品を展開していた。